# Нічна варта (серія книг)
«Нічна варта» (Guardians of Ga'Hoole) — серія книг Кетрін Ласки в стилі фентезі про світ мудрих сов. Перша книга вийшла 2003 року, всього в неї входить 15 книг, а також 2 супутніх видання — гід по світу та збірник легенд. Також в 2010 Кетрін Ласки розпочала нову серію книг «Wolves Of The Beyond», дія якої відбувається в тому ж світі, що і в «нічної варти», а головними героями стають вовки. У вересні 2010 року на екрани вийшла анімаційна 3D-екранізація за мотивами перших трьох книг серії — Легенди нічної варти від режисера Зака Снайдера.

## Сюжет

### Основна лінія
Головний герой книг — Совеня Сорен.
Сорен живе зі своїми батьками, братом Клуддом та сестрою Еглантіною в гнізді. Одного разу його викрадає патруль з зловісної академії для осиротілих сов Сант-Еголіус. Сови Сант-Еголіуса бажають захопити все совині королівства світу. В академії Сорена та інших викрадених совенят жорстоко контролюють, не дозволяючи їм вчитися літати, щоб запобігти всі спроби втечі.
Сорен знайомиться з совою Гільфі, і вони вирішують втекти, щоб вирушити на пошуки Древа Га'Хуул, де, згідно з легендами, живуть сильні та мудрі варти Га'Хуул, здатні врятувати совині королівства від зла.
Сорен і Гілф разом вчаться літати та збігають з Сант-Еголіуса. знайомляться з іншими совенят — Присмерком та копушею.
совенят знаходять Древо та знайомляться з наставником Великого Древа Га'Хуул — старим мудрецем Езілрібом, який стає вчителем Сорена, Мартіном — совою з високо розвинутою інтуїцією, Рубі — знавцем польотів та Отуліссой — педантичною розумною совою. Сорена не покидають думки про інші совенят, що залишилися в Сант-Еголіус.
Деякий час по тому зникає мудрий Езілріб, а сили зла атакують Велике Древо. Сорен вирушає до Сант-Еголіуса, дізнається, що його брат Клудда і його подруга Ніра очолюють сили зла і мають намір захопити все совині королівства. Сорен знаходить Еглантін, але він не знає, що Еглантін стала шпигуном Клудда, коли останній обманом вселив їй думки про возз'єднання родини та змусив бути його розвідницею.
Сорен і його друзі намагаються з'ясувати, що трапилося з Еглантін; вони вирушають в Північні Царства. Поки протистояння вартою з Клудда та Нірой триває, Сорен і його загін випадково розбивають яйце Клудда та Ніри, з якого, згідно з прогнозом, в день повного місяця повинне вилупитися пташеня, яке виконає зле пророцтво.
В Північних Царства Сорен знаходить союзників та вчиться мистецтву ведення війни.
Відбувається велика битва, де Сумрак вбиває Клудда. У повню вилуплюється єдиний з решти пташенят Клудда — Нірок. Ніра тренує Нірока та вселяє думки про його призначення здійснити план Клудда з підкорення світу сов. Нірок стає здібним учнем, але його терзають сумніви щодо свого дійсного призначення.
Нірок збігає з будинку і стає вигнанцем. Він дізнається хто його батько насправді. Нірок отримує нове ім'я — Корін. Для того, щоб Правоохоронці Древа взяли його, Корін вирушає до країни Далеко-далеко, де мешкають мудрі вовки. Ніра намагається зупинити його.
Корін прилітає в Га'Хуул і стає новим королем Древа. Перед своєю смертю мудрий Езілріб просить Сорена та Коріна прочитати легенди Га'Хуул, що лежать в його секретної бібліотеці. З них молоді сови дізнаються про зраду, лиходійствах та магії минулого.
Коли Корін і його друзі вирішують вирушити до Шостого королівства, Стрига, який допомагав їм під час попередніх боїв, зраджує їх. Починається чергове бій, де перевага не на боці вартою. Ніра об'єднується зі Стрига, і вони планують захоплення Древа Га'Хуул. Корін виступає на чолі військ, закликавши на свою сторону не тільки сов, але і вовків, чайок, білих ведмедів з інших королівств.
У фінальній битві Сорен вбиває Ніру, а Стрига смертельно ранить Коріна. Сорен стає новим королем древа Га'Хуул.

### Легенди Га'Хуул
9, 10 і 11 книги («Перший вугляр», «Виховання принца» та «Бути королем») відходять від основної сюжетної лінії та присвячені трьом легендам Га'Хуул. В них розповідається про пригоди легендарного короля Хуул, його наставників — першим вуглярем Гранки та коваля Тео. Гранки першим відкрив Вугілля Хуул, а король Хуул знайшов Велике Древо.

## Книги серії

### Нічні варти
| Назва                                  | Опис | Рік  | ISBN |
| -------------------------------------- | --- | ---- | --- |
| Викрадення (The Capture)               | Сови стурбовані серією викрадень пташенят. Совеня Сорен також викрадений та потрапляє в академію Сант-Еголіус. Він і його подруга Гільфі вирішують бігти та знайти Древо Га'Хуул, де живуть шляхетні вартові, які можуть перемогти зло.                                                       | 2003 | ISBN 978-5-373-00616-3 ISBN 978-5-224-02168-0                                                                  |
| Подорож (The Journey)                  | Сорен, Гільфі, Присмерк та Копчик знаходять Велике Древо Га'Хуул. Там вони навчаються мудрості вартових та знаходять нових друзів. | 2003 | ISBN 978-5-373-00755-9 ISBN 978-5-224-02319-6                                                                  |
| Порятунок (The Rescue)                 | Зникає мудрий Езильриб, а Сорен починає помічати дивності в поведінці Еглантіни. | 2004 | ISBN 978-5-373-01095-5                                                                                         |
| Облога (The Siege)                     | Езильриб повертається додому. Між совами починається війна. Сили супротивника очолює зловісний брат Сорена — Клудд. | 2004 | |
| Заламання (The Shattering)             | Еглантіна виявляється шпигункою Клудда, після того як останній обманом вселив їй думки про возз'єднання родини. Сорен позбавляє сестру від обману, але битва все ще триває. | 2004 | ISBN 978-5-373-01983-5                                                                                         |
| Вторгнення (The Burning)               | Сорен і його друзі летять в Північні Царства, щоб навчитися військовому справі. Тим часом баланс сил висить на волоску — сили зла нападають на Древо Га'Хуул та використовують нові магічні вміння.                                                                                           | 2005 | ISBN 978-5-373-01983-5                                                                                         |
| Спадкоємець (The Hatchling)            | Клудд мертвий. Його подруга Ніра вважає, що єдиний залишився пташеня Нірок — той самий спадкоємець, який повинен виконати зловісне пророцтво. Нірок не бажає служити силам зла і втікає з дому.                                                                                               | 2005 | ISBN 978-5-373-02126-5                                                                                         |
| Вигнанець (The Outcast)                | Нірока переслідує його минуле та розшукують поборники зла. Щоб знайти себе, він відлітає в таємничі землі Далеко-далеко. Після повернення Нірок стає Коріном. | 2005 | ISBN 978-5-373-02306-1                                                                                         |
| Перший вугляр (The First Collier)      | Сорен та Корін за велінням Езильриба читають легенди про Га'Хуул: король Храт і королева Сів хочуть зберегти мир. Шляхетний Гранки вирушає в Далеко-Далеко для вивчення сил вогню. Він отримує магічні здібності і стає першим вуглярем, але боїться що ці сили можуть бути використані злом. | 2006 | ISBN 978-5-373-02306-1                                                                                         |
| Виховання принца (The Coming of Hoole) | Друга легенда Га'Хуул. Після смерті короля Храт лорд Аррін планує остаточно захопити совиний світ. На далекому острові мудрий Гранки та коваль Тео таємно виховують наслідного принца Хуул. королева Сів збирає військо, бажаючи звести законного спадкоємця на трон.                         | 2006 | ISBN 0-439-79569-9 ISBN 978-5-17-063810-9 ISBN 978-5-271-26093-3 ISBN 978-5-421-50326-2                        |
| Бути королем (To Be a King)            | Третя та остання легенда Га'Хуул. Хуул отримує трон, але йому ще належить пройти головне випробування — володіння магічними силами. | 2006 | ISBN 978-5-17-065829-9 ISBN 978-5-271-27036-9 ISBN 978-5-421-50662-1                                           |
| Золоте древо (The Golden Tree)         | Корін, Сорен і їхні друзі почали нову епоху — Золотий вік Великого Древа, але Корін сумнівається в собі, адже в ньому тече кров сил зла. Він вирушає в подорож у пошуках відповідей, але цим піддає Велике Древо небезпеки.                                                                   | 2007 | ISBN 978-0-439-88806-6 ISBN 0-439-88806-9                                                                      |
| Річка вітру (The River of Wind)        | Корін та Сорен вирушають на пошуки загадкового шостого королівства. Ніра та її воїни вирушають за ними. | 2007 | ISBN 978-0-439-88806-6 ISBN 0-439-88806-9 ISBN 978-5-17-067663-7 ISBN 978-5-271-27036-9 ISBN 978-5-226-02658-4 |
| Обман (Exile)                          | Стрига, союзник варти, зраджує їх. Вона звинувачує Сорена і його загін у зраді, і герої стають вигнанцями. | 2007 | |
| Війна вугілля (The War of the Ember)   | Фінальна битва між вартовими Га'Хуул та силами зла. Стрига і Ніра об'єднують свої сили, здатні зруйнувати Велике Древо. | 2008 | ISBN 978-5-17-068365-9 ISBN 978-5-271-28999-6 ISBN 978-5-421-51209-7                                           |

### Супутні книги
- Guardians of Ga'Hoole: A Guide Book to the Great Tree (Гід по Великому Древу)
- Guardians of Ga'Hoole: Lost Tales of Ga'Hoole (Загублені легенди Га'Хуул)

### СеріяWolves of the Beyond
- Wolves of the Beyond #1: Lone Wolf
- Wolves of the Beyond #2: Shadow Wolf

## Персонажі серії
Основні персонажі:
- Сорен — основний протагоніст, брат Клудда та Еглантін.
- Клудд (Металевий Дзьоб) — старший брат Сорена, основний негативний персонаж перших шести книг.
- Нірок (Корін) — син Ніри і Клудда, переходить на бік вартових Га'Хуул та пізніше стає королем Великого Дерева
- Еглантін — молодша сестра Сорена та Клудда, була викрадена Клуддом та якийсь час шпигувала для нього.
- Гільфі — найкраща подруга Сорена.
- Присмерк — друг Сорена, убив Клудда в кінці шостої книги.
- Копчик — друг Сорена.
- Отулісса — всезнаюча мудра сова, страж Га'Хуул.
- Езильриб — наставник Сорена та наймудріша сова Га'Хуул.
- Ніра — подруга Клудда і мати Нірока. стає основним антагоністом та лідером сил супротивників після загибелі Клудда.

## Географія
Дія відбувається в світі, де мешкають мудрі тварини: сови, вовки, чайки та інші. У книгах розповідається про п'ять відомих совиних королівствах, а також про загадкове шостому королівстві, яке розташоване по інший бік Річки Вітра.
Основні географічні локації світу, де відбувається дія:
- Велике Древо — місце, де мешкають основні сили добра, будинок вартою Га'Хуул.
- Королівство Тіто— Родина Сорена.
- Сант-Еголіус— каньйони, місце розміщення основних сил Клудда. Там же знаходиться академія, куди відправляють викрадених совенят.
- Далеко-Далеко — королівство страхововків. Місце де за легендою Гранки знайшов силу вугілля Хуул, слідом за ним король Хуул, а пізніше Корін.
- Північні Царства
- Південні Царства

## Екранізація
За зйомку кіноекранізацій «Нічних вартою» взявся режисер Зак Снайдер. Прем'єра 3D анімації, в основі якої лежить сюжет перших трьох книг, відбулася 24 вересня 2010 року (в Україні — 30 вересня).